# Sinica jezoensis
Sinica jezoensis är en fjärilsart som beskrevs av Matsumura 1927. Sinica jezoensis ingår i släktet Sinica och familjen bastardsvärmare. Inga underarter finns listade i Catalogue of Life.